# ريتشل شميت
ريتشل شميت (بالإنجليزية: Rachel Schmidt)‏ هي ترامبولينية ‏ نيوزيلندية، ولدت في 2 ديسمبر 1994 في هاميلتون في نيوزيلندا.